# Тимошинская (Верхнеуфтюгское сельское поселение)
Тимошинская — деревня в Красноборском районе Архангельской области. Входит в состав Верхнеуфтюгского сельского поселения.

## География
Находится в юго-восточной части Архангельской области на расстоянии приблизительно 7 км на север-северо-восток по прямой от административного центра поселения деревни Верхняя Уфтюга на левобережье реки Уфтюга.

## История
Упоминалась ещё в 1670 году. В 1859 году здесь (деревня Сольвычегодского уезда Вологодской губернии) было учтено 8 дворов. Имеется часовня.

## Население
Численность населения: 61 человек (1859 год), 7 (русские 100 %) в 2002 году, 3 в 2010.